# 袁寶慧
袁寶慧，現為無綫電視編劇、編審。曾在香港電視網絡任職編劇。在無綫擔任《天天天晴》、《烈火雄心3》、《珠光寶氣》等作品編劇，後轉職至香港電視，擔任《我阿媽係黑玫瑰》、《四年B班》、《驚異世紀》編劇，於香港電視網絡不獲發牌後返回無綫電視，首部編審劇集是《愛·回家之八時入席》。

## 編審／編劇列表

### 電視劇（無綫電視）
- 2008年：《珠光寶氣》編劇、《畢打自己人》編劇、《最美麗的第七天》編劇
- 2009年：《烈火雄心3》編劇
- 2010年：《天天天晴》編劇
- 2012年：《愛·回家 (第一輯)》編劇
- 2016年：《愛·回家之八時入席》編審+編劇（與邵麗瓊、蔡淑賢、冼翠貞、馬俊縈合作）
- 2017年至今：《愛·回家之開心速遞》編審+編劇（第1-40集與馬俊縈合作、與李綺華由第1集合作至今、第741集起與翁善瑩合作、第741-1068集與湯健萍合作、第1069集起與陳可兒合作）

### 節目（無綫電視）
- 2019年：《PARK YOHO週末速遞》編審（與李綺華合作）

### 電視劇（香港電視網絡）
- 2015年：《我阿媽係黑玫瑰》編劇、《四年B班》編劇、《驚異世紀》編劇

### 電視劇（壹電視）
- 2013年：《幸福蒲公英》編劇